# Tithrone major
Tithrone major är en bönsyrseart som beskrevs av Toledo Piza 1961. Tithrone major ingår i släktet Tithrone och familjen Acanthopidae. Inga underarter finns listade i Catalogue of Life.